# Geschichte des Dichters al-Mutalammis
Die Geschichte des Dichters al-Mutalammis ist ein orientalisches Märchen aus den Geschichten aus Tausendundeiner Nacht. In der Arabian Nights Encyclopedia wird sie als ANE 110 gelistet (→ Tausendundeine Nacht – Liste der Geschichten).
Die Erzählung berichtet über die Liebe des christlichen arabischen Dichters al-Mutalammis (gest. 580) zu seiner Frau Umaimah.

## Handlung
Der Dichter al-Mutalammis musste einst vor dem Lachmiden-König Amr III ibn al-Mundhir fliehen und blieb solange abwesend, dass man ihn für tot erklärte. Der Dichter hatte eine schöne Frau namens Umaimah, die ihn so innig liebte, dass sie keinen anderen Mann heiraten wollte, so sehr auch ihre Familie sie darum bat. Doch wurde ihr so viel zugeredet und beinahe Zwang angetan, dass sie nachgeben musste und sich mit einem Mann aus ihrem Stamm verlobte. Als Al-Mutalammis zurückkehrte, hörte er Musik und Freudengesang und jubelnde Frauen und fragte einen Jungen, was denn für ein Fest gefeiert werde. Der Junge antwortete ihm, dass al-Mutalammis Gattin sich diese Nacht wieder neu verheirate. 
Als al-Mutalammis dies hörte, mischte er sich verkleidet unter die Frauen und sah, wie der Bräutigam neben seiner Frau saß und sie küssen wollte. Sie aber seufzte und sprach weinend: „O wüsste ich doch bei so vielen heranstürmenden Unglücksfällen, wo du weilest, o al-Mutalammis!“ Dieser antwortete: „O du meine Heimat! O Umaimah! Wisse, dass ich mich stets nach dir sehnte, so oft die Karawane ihre Zelte aufschlug.“ Als der Bräutigam dies hörte, merkte er, dass er überflüssig war, und zog sich zurück. Al-Mutalammis blieb allein bei seiner Frau und lebte glücklich mit ihr, bis der Tod sie voneinander trennte.

## Hintergrund
Diese Geschichte ist in den ägyptischen Manuskripten und den frühen arabischen Druckausgaben des 19. Jahrhunderts enthalten. Gustav Weil griff für seine Sammlung auf die Bulaq I-Edition zurück, Richard Francis Burton und Enno Littmann auf die Kalkutta-II-Edition.

## Ausgaben
- Richard Francis Burton: Arabian Nights, Burton Club, 1900 (Erstausgabe 1885–1888), Band 5, S. 74f.
- Enno Littmann: Die Erzählungen aus den tausendundein Nächten, Insel Verlag, Frankfurt 1968, Band 3, S. 438f